# Salchad
Salchad (arab. صلخد) – miasto w Syrii, w muhafazie As-Suwajda. W 2004 roku liczyło 9155 mieszkańców.